# الحكومة الثورية الشعبية (غرينادا)
تم إعلان الحكومة الثورية الشعبية في 13 مارس 1979 بعد أن أطاحت حركة الجوهرة الجديدة بحكومة غرينادا في ثورة جعلت غرينادا الدولة الشيوعية الوحيدة داخل الكومنولث. علقت الحكومة الدستور وحكمت بمرسوم حتى اندلع صراع بين الفصائل بلغ ذروته بغزو نفذته الولايات المتحدة في 25 أكتوبر 1983.

## التاريخ
كانت حركة الجوهرة الجديدة بقيادة موريس بيشوب حزب المعارضة الرئيسي في غرينادا خلال السبعينيات. وفي عام 1979، أطاحت الحركة بحكومة إريك جيري، التي حكمت البلاد منذ الاستقلال في عام 1974. سيطرة الحركة على محطة الراديو وثكنات الشرطة ومواقع رئيسية أخرى مختلفة في غرينادا بينما كان جيري في رحلة خارج البلاد. تم الاستيلاء المسلح على يد جيش التحرير الوطني، الذي تم تشكيله في عام 1973 كجناح عسكري للحركة.
علقت الدستور وأعلنت قوانين جديدة. أعلن موريس بيشوب تشكيل حزب الثورة الديموقراطية عبر الراديو، والذي نظم حكومة لإدارة البلاد مع تعيين بيشوب رئيسًا للوزراء. تم حظر جميع المنظمات السياسية باستثناء الحركة، وبعد ذلك تم التحكم بشدة في عضويتها.
أعرب موريس بيشوب عن هدفه: "نحن بلد صغير، نحن بلد فقير، مع عدد كبير من السكان المنحدرين من أصل أفريقي، نحن جزء من العالم الثالث المستغل، وبالتأكيد، نسعى تحدي إلى إنشاء نظام دولي جديد يضع الاقتصاد في خدمة الشعب والعدالة الاجتماعية". أثارت الحكومة الجديدة قلق الولايات المتحدة، التي دعمت في السابق إريك جيري، والتي حذر سفيرها: "إن حكومة الولايات المتحدة لن تحب أي ميل من جانب الغرينادين لتطوير علاقات أوثق مع كوبا.
كان النظام نشطًا بشكل خاص في تطوير السياسات الاجتماعية: تم إنشاء مركز للتعليم الشعبي لتنسيق المبادرات الحكومية في مجال التعليم، بما في ذلك حملات محو الأمية. سُمح بتعلم غرينادا الكريولية في المدرسة. ومع ذلك، فإن ميل حكومة بيشوب لتهميش دور الكنيسة في التعليم ساهم في تدهور العلاقات مع رجال الدين. وفي قطاع الصحة، تم إجراء الاستشارات الطبية مجانًا بمساعدة كوبا، التي وفرت الأطباء، وتم توزيع الحليب على النساء الحوامل والأطفال. وفي مجال الاقتصاد، كانت السلطات تضع نظامًا للقروض المالية ومعدات المزارعين، وتم إنشاء التعاونيات الزراعية لتطوير النشاط. كانت حكومة بيشوب تعمل أيضًا على تطوير البنية التحتية، بما في ذلك بناء طرق جديدة وتحديث شبكة الكهرباء. وأخيرًا، كانت الحكومة تهاجم عمليات زراعة الماريجوانا لتعزيز الزراعة الغذائية والحد من العنف. أقامت الحكومة الثورية علاقات وثيقة مع حكومة كوبا، وبمساعدة كوبية، بدأ بناء مطار دولي كبير.
على الصعيد الدولي، تم عزل غرينادا بشكل متزايد. أوقفت المملكة المتحدة مساعدتها الاقتصادية واستخدمت الولايات المتحدة نفوذها لعرقلة القروض من صندوق النقد الدولي والبنك الدولي. كان الوضع يتدهور أيضًا داخليًا: في 19 يونيو 1980، انفجرت قنبلة خلال اجتماع كان على بيشوب التدخل فيه. قتل ثلاثة أشخاص وجرح 25. اتهم بيشوب علانية «الإمبريالية الأمريكية وعملائها المحليين». ومع ذلك، كانت المسؤولية الحقيقية لوكالة المخابرات المركزية غير مؤكدة. وإذا كانت بالفعل قد تم تصور عمليات زعزعة الاستقرار، فإن إدارة كارتر كانت تعارضها. في عام 1983، ذهب بيشوب أخيراً إلى واشنطن لمحاولة «التفاوض على السلام».
تحسنت إحصاءات محو الأمية والصحة بشكل كبير خلال فترة بيشوب، لكن المشاكل الاقتصادية أدت إلى أزمة. في عام 1983، حدثت انقسامات داخلية في اللجنة المركزية للحكومة الثورية الشعبية. حاولت مجموعة بقيادة نائب رئيس الوزراء برنارد كوارد، وهو عنصر عسكري متشدد، إقناع بيشوب بالدخول في اتفاق لتقاسم السلطة مع كارد. في النهاية وضع كارد بيشوب قيد الإقامة الجبرية وسيطر على الحكومة. أدى إبعاد بيشوب إلى مظاهرات شعبية كبيرة في مناطق مختلفة من البلاد. في سياق إحدى هذه المظاهرات، أطلق الحشد سراح بيشوب، ووصل في النهاية إلى مقر الجيش الثوري الشعبي في فورت روبرت.
تم إرسال وحدة من الجيش الثوري الشعبي في فورت فريدريك إلى فورت روبرت. اندلع قتال بين تلك القوة والمدنيين في فورت روبرت مما أسفر عن مقتل عدة أشخاص. بعد ذلك، تم القبض على بيشوب وسبعة آخرين، بما في ذلك العديد من الوزراء، وأعدموا.
بعد عمليات الإعدام، تم تشكيل حكومة جديدة تسمى المجلس العسكري الثوري، بقيادة الجنرال هدسون أوستين، لحكم البلاد وتوقف وجود الحكومة الثورية. حكمت هذه الحكومة اسميًا لمدة ستة أيام قبل أن يتم الإطاحة بها من قبل غزو الولايات المتحدة لغرينادا.
تمتعت الحكومة الثورية بدعم واسع النطاق في ظل موريس بيشوب وفقًا لتقرير استطلاع بعد فترة وجيزة من غزو الولايات المتحدة، «ذكر حوالي 73.8 بالمائة من المستجيبين أنهم شعروا أن الحكومة الثورية الشعبية حظيت بدعم جيد جدًا». تراجع هذا الدعم بعد اغتيال بيشوب.

## روابط خارجية
«غرينادا: حرب صغيرة جميلة» بقلم بيل بيجلو، مشروع زين التعليمي، 20 أكتوبر 2013.